# Alessandro Dommarco
Alessandro Dommarco (Ortona, 4 marzo 1912 – Roma, 25 marzo 1997) è stato un poeta, scrittore e traduttore italiano, considerato il miglior poeta abruzzese del secondo Novecento .
Hanno scritto saggi su di lui, fra gli altri, Tullio de Mauro, Emerico Giachery, Gianni Oliva ; una scelta delle sue opere compare in Poesia dialettale dal Rinascimento a oggi , con scelta dei testi di Giacinto Spagnoletti e Cesare Vivaldi.

## Biografia
Figlio del poeta dialettale Luigi , Alessandro Dommarco, dopo essersi laureato a Roma in Scienze Politiche, intraprese l'attività di insegnante per poi assumere un incarico dirigenziale al Ministero dell'Industria, del Commercio e dell'Artigianato.
Collaboratore di vari periodici, nel 1957 fondò la rivista "Marsia". Specialista di letteratura francese, pubblicò traduzioni di Stéphane Mallarmé e Jean Cassou, ma anche di Alfred Tennyson e Nosside . La sua prima opera in dialetto ortonese, Tèmbe stórte (Roma, Quaderni di Marsia, 1970) venne poi inclusa con altre poesie in 
Da mó ve diche addìje (Roma, Bulzoni, 1980), con prefazione di Tullio de Mauro e saggio introduttivo di Emerico Giachery . Pubblicò poi Passeggiate Ortonesi (Roma, T.E.R., 1991). Tradusse in dialetto i lirici greci (Saffo, Alceo, Anacreonte, Archiloco), e curò la pubblicazione di un'antologia della migliore produzione poetica di suo padre: Luigi Dommarco, Poesie scelte (Roma, Ed. Dell'Urbe, 1984).
Nel 1996 l'editore Scheiwiller pubblicò il suo compendio poetico, Poesie in dialetto, a cura della studiosa Antonella Del Ciotto.

## Giudizi critici
Secondo Tullio de Mauro:
(Tullio de Mauro, L'Italia delle Italie)
Secondo Emerico Giachery:
(Emerico Giachery, Dialetti in Parnaso, Giardini, 1992)
Secondo Antonella Del Ciotto, curatrice della sua opera:

## Opere
- Immagini e miti, Roma, 1951
- Il Fauno (Traduzione da S. Mallarmé), Roma, Puggi, 1955
- Frutti Avari, Roma, Ed. Quaderni di Marsia, 1959
- Tèmbe stórte (poesie in dialetto abruzzese), Roma. Ed. Quaderni di Marsia, 1970
- Da mó ve diche addìje, Roma, Bulzoni, 1980
- Colloqui con Isabella, 14 poesie, Roma. T.E.R., 1989
- Lamento di Adamo, Roma, T.E.R, 1989
- Passeggiate ortonesi (poesie in dialetto), Roma, T.E.R., 1991
- Pioggia, Roma, T.E.R., 1993
- Poesie in dialetto, a cura di Antonella Del Ciotto, Milano, Scheiwiller, 1996

Postume: 
- Le parole ritrovate. Racconti e altre prose, a cura di Antonella Del Ciotto, Lanciano, Carabba, 2010
- Memoria d'amore, a cura di Antonella Del Ciotto, Lanciano, Carabba, 2017